# クイズ!!ひらめきパスワード
『クイズ!!ひらめきパスワード』は、1985年10月13日から1992年3月29日まで、毎日放送 (MBS) の製作により、TBS系列で毎週日曜日19:00 - 19:30 (JST）に放送されていたクイズ番組である。
通称は、『ひらめきパスワード』、『クイズパスワード』単に『パスワード』である。

## 番組概要
22年（全1084回）続いた『アップダウンクイズ』の後番組として、1985年10月13日から1992年3月29日まで、毎週日曜 19:00 ‐ 19:30（JST）に放送された。番組開始から長らくロート製薬の一社提供であったが、1991年10月13日から最終回までの半年間は同社（60秒）を筆頭とした複数社提供に変更された。放映開始から最終回までステレオで放送された。
放送開始から1990年12月23日放送分までは『すてきな出逢い いい朝8時』の司会者として全国的な知名度もあったMBSのアナウンサー・野村啓司が司会を担当。1991年正月スペシャルから最終回までは俳優でタレントの山城新伍が司会を担当し、番組タイトルも『山城新伍のクイズ!!ひらめきパスワード』として放送された。
開始から1986年3月23日放送分までは視聴者参加型番組だったが、同年4月6日放送分からタレントらが参加して対決し合う形式へと移行。タレント対決型方式への移行後は、板東英二などを起用し、タレント陣と司会者である野村とのトークを交えながらの番組進行となった。
1992年3月29日をもって終了。後続時間帯の『テレビ探偵団』・『日曜特集・新世界紀行』も同じ日に終了した。ロート製薬は番組終了を機に本枠のスポンサーから降板し、毎日放送も制作から撤退。後番組の『さんまのからくりTV→さんまのSUPERからくりTV』はTBS制作となり、同じ大阪に本社を置く武田薬品がスポンサーとなった。

### 視聴者参加型時代のルール
- 友達・兄弟・親子などといった関連性を持つ男性視聴者チームと女性視聴者チームによる対抗戦。1チーム3人で、加えてそれぞれのチームに芸能人が1人ずつキャプテン（男性側に板東、女性側に山咲千里）として参加。
- 前半戦はキャプテンのヒントからブランチと呼ばれる小キーワードを当てる形式。ブランチの言葉を正解したチームは、そのブランチから連想されるパスワードを全員で推理して答える（相談可）。
- 後半戦はチーム戦。ブランチのヒントは文章ではなく単語となる。ブランチ毎に文字数分のマス[注 7]が表示され、順不同に1マスずつ開いて文字が出される。解答は早押しでボタンを押して解答、お手付きは無いが、最後の一文字を残して正解が出なければ時間切れとなり、正解が出され、そのブランチの得点は無効となって次の問題が出される[注 8]。ブランチの言葉を正解すればチームに20点入り、さらにそのブランチから連想されるパスワードを全員で推理して答える（相談可）。
- 得点は前半戦、後半戦ともに、第1ブランチで正解すれば500点、第2ブランチで400点と以下100点ずつ減っていき最後の第5ブランチで正解すれば100点。第5ブランチで時間切れ、または最後までパスワードを当てられなければ0点。
- 前半戦・後半戦ともに正解のパスワードを当てた後は野村が改めて正解確認を行う。この際、ブランチが残っている場合は同時に全て開かれる。
- 視聴者参加型番組の時代は、勝利チームがハワイ旅行をかけて「チャレンジクイズ」が行われていた。出場者（キャプテン除く）3人が出題ボードの裏側に隠された「パ」「ス」「ワ」「ー」「ド」と書かれた5枚のパネルから、どれか1つパネルの文字をコールするとパネルが開いて1から5までの番号が現れる。同時にブランチボードが移動し後方に「CHALLENGE QUIZ」が書いたセットが現れ、それにある番号と対応したブランチが3つが開き、そこからパスワードを推理し答える（相談可）。3つのブランチからパスワードを正解すると、天井から大量の銀色の紙吹雪が降りハワイ旅行を獲得、チームキャプテンから目録が贈呈される。賞品がハワイ旅行なのは『アップダウンクイズ』から引き続いてのものである。ハワイ旅行は『アップダウンクイズ』と同様に日本航空の協賛で贈られたが、日航機墜落事故の余波で協賛のテロップは当初自粛され、視聴者参加時代の末期になって表示されるのみであった。視聴者が参加しなくなってから野村が降板するまで後方のセットが使われなくなり、セットデザインの1つとなった。
- 賞金は勝利チーム全員に1人10万円ずつ、負けチーム全員に1人あたり合計得点100点につき5,000円が贈られる。

### 視聴者参加廃止以降（野村司会時代）のルール
- 男性チーム（4人）と女性チーム（4人）の対抗戦。解答者は全員解答席に起立するスタイルで、司会者の野村のみ着席していた。なお、野村の席には自身の名札とロート製薬の製品名（パンシロン、新Vロートなど）が描かれたミニパネルが立てられていた。
- 当初はオープニングコーナーは無く、すぐに前半の個人戦となっていたが、途中からオープニングコーナーが登場する。

当初の形式は、野村がフリップで漢字仮名混じりの文章を提示、ブランチボードにその文章がカタカナで出され、そのカタカナの文字列を並べ替えてできる人名を当てるアナグラム問題で、チームの誰かが答えが分かったらキャプテンが代表して早押しボタンを押し、全員で声を合わせて解答する。正解すれば100点獲得。2問出題。
後に3つのブランチが1つずつ順番に開き、それをヒントにひらめきパスワードを早押しで当てる形式になる。正解までに開けたブランチの数にかかわらず100点獲得。2問出題。
- 前半戦は1対1の個人戦で、開かれたブランチからパスワード（メインキーワード）を早押しで当てる。代表者（男女各1名）は、中央に設けられた解答者席へ移動し、問題に挑戦する。途中からルール変更により、最初の問題に入る前にあらかじめメンバーの出場順が決められた対戦表（野村はオーダー表と呼んでいた）が両チームのキャプテンから野村に渡され、それをもとに対戦を行うようになった。4問出題。
- 後半戦は視聴者参加時代と同じであるが、ブランチの言葉を正解した時の得点が50点となった。3問出題。
- 得点は前半戦、後半戦共に第1ブランチで正解すれば500点、以下100点ずつ減っていき最後の第5ブランチで正解すれば100点。
- 「チャレンジクイズ」は廃止され、勝利チームには「お楽しみBOX」のレバーを操作すると中から出てくる、放送回の問題にちなんだ賞品が贈呈されるようになった[注 10]。
- パーフェクト（相手チームの得点を最終的に0点に抑える、すなわち1問も正解させないこと）ならば勝利チームにハワイ旅行がプレゼントされるが、パーフェクト達成はなかった[注 11]。

### 山城時代のルール
- 野村時代と同様、男性チーム（4人）と女性チーム（4人）の対抗戦だが、全員解答席に着席するスタイルに変更され、司会の山城は起立していた。
- 第1戦は「ひらめき新伍」。山城が考えた問題を出題していた。

当初は最初に提示されたテーマから連想されるものを当てる形式。ブランチボードの一番上に解答例が出され、それ以外に用意された4つを当てる。各チームに1問ずつ出題、1人1回ずつ答える。正解するごとに100点獲得。
後に野村時代のオープニング問題のように、3つのブランチからパスワードを早押しで当てる形式になる。得点は300点から100点ずつ下がっていく。2問出題。
- 第2戦は代表者を1人決め、代表者以外は山城のヒントからブランチを当てる形式。点数の低いチームから挑戦。4つのジャンル[注 12]から1つを選択。代表者以外のメンバーはそれぞれどのブランチを答えるかの順番を予め決めており、各ブランチでその1人にのみ解答権がある。ブランチを正解すると50点加算され、代表者がブランチから連想されるパスワードを当てる権利を得る。ブランチを当てられなくてもブランチは開けられるが、代表者にはパスワードの解答権が与えられない。ブランチの数は3つ、得点は第1ブランチで当てれば500点、以下、300点、100点。3つブランチが開けられても正解できなかった場合は相手チームに解答権が移動、正解すれば100点。各チームに2問ずつ出題。
  - 後にルールが変わり、両チーム代表による早押しでブランチを当てる形式に変わった。ジャンルは山城が選び、問題ごとに両チームキャプテンが代表を指名する。代表者は山城のヒントを聞き、早押しでブランチを当てるとパスワードを当てる権利を得る。パスワードの解答は他のメンバーと相談可。4問出題。
- 第3戦は野村時代の前半戦と同じ形式で、代表者同士の早押しでパスワードを当てる。4問の内で一度だけ使える「チャンスカード」をキャプテンが提示すると、その問題で正解した場合得点が2倍になる。
- 勝利チームには、野村時代と同様にお楽しみBOXの中身を贈呈。
- 3000点以上を獲得して勝てば勝利チームにハワイ旅行がプレゼントされる。1991年4月14日の放送で女性軍が3000点を突破。

## 特番
- 1990年1月3日の14:00 - 14:55、および1991年1月3日の12:00 - 13:00には昼の1時間スペシャルが放送された。1990年放送分では板東、紳助、ラサール石井らがキャプテンを務め、男性各3人チーム、女性各3人チームの総計18人で争われた。
- 1991年放送分では、番組本編に先駆けて司会担当者が野村から山城へと交代。番組リニューアルに伴って降板する板東・由紀さおりに原田大二郎・松居がそれぞれキャプテンを務め、4チーム（各チーム4人・総計16人）で争われた。
  - セットのリニューアルで解答者席に早押しボタンがなかったため、出演者全員が「解答者席に早押しボタンがない!」とぼやき、山城は「今までの番組は捨てなさい!」と相打ちのツッコミを入れていた。
  - 前任の司会者・キャプテンの降板に際してあいさつなどは一切なく、この新春スペシャルと次のレギュラー放送で唐突に新司会者と新キャプテンが登場することになった。
- 1990年・1991年とも、60分通してロート製薬一社提供だった。製薬会社のレギュラー番組は、製薬会社の紳士協定で30分以上のテレビ番組の単独提供はできないが、単発番組だけは特例で、この番組のみ単独提供を行っている。

## ブランチボード
- 3色LEDを使った電光表示で、普段はタイトルを表示している一番上の大きい表示部分（パスワードを当てたときに正解パスワードを表示）の下に各ブランチの表示部分が並ぶ。
- 各ブランチの表示部分の両脇にはブランチの得点表示、さらにその両脇にはチームの得点表示。
- 野村啓司時代では裏にチャレンジクイズ用のボードが隠されていたため左右に移動できるようになっていたが、視聴者参加形式をやめてからは司会者席背面に固定。
- 山城新伍時代では完全にセットの一部として固定され[注 13]、得点表示がブランチボードから分離。色が青から灰色系に変更された。なお、山城時代の新春スペシャルのみ、野村時代の青のブランチボードだった。

## 出演者

### 歴代司会者
野村と山城は同じ京都市出身、つまりは同郷で府立山城高校の同窓生でもある。
- 野村啓司 - （初代・当時MBSアナウンサー、1985年10月13日－1990年12月23日）
- 山城新伍 - （2代目、1991年1月3日（木曜日）－1992年3月29日）

### 主な歴代解答者

#### 男性チーム
- 板東英二 - 初代キャプテン、第1回からの解答者、1985年10月13日 - 1990年12月23日
- 島田紳助 - 1987年2月1日 - 1990年12月23日、2代目キャプテン（1991年1月6日 - 1992年3月29日）
- あおい輝彦 - 1986年4月6日 - 1987年1月25日
- ラサール石井 - 1986年4月6日 - 1990年12月23日
- 中山秀征 - 1991年1月6日 - 1992年3月29日
- 原田大二郎 - 1991年1月6日 - 同年9月1日
- 大和田獏 - 不明 - 1992年3月29日

#### 女性チーム
- 山咲千里 - 初代キャプテン、視聴者参加型時代のみに出演、1985年10月13日 - 1986年3月23日
- 多岐川裕美 - 2代目キャプテン、1986年4月6日 - 1988年8月7日
- 上村香子 - 3代目キャプテン、1988年8月14日 - 同年10月16日
- 由紀さおり - 4代目キャプテン、1988年10月23日 - 1990年12月23日
- 大島智子（現・大島さと子） - 1988年4月10日 - 1990年12月23日、(由紀さおり病欠の為、1990年9月16日、9月23日はキャプテン代理として出演)5代目キャプテン（1991年1月6日 - 1992年3月29日）。
- 萬田久子 - 1986年4月6日 - 1987年1月25日
- マッハ文朱 - 1986年4月6日 - 1989年9月24日[注 14]
- 山村美智子 - 1987年2月1日－1987年11月8日
- 堀江しのぶ - 1987年11月15日 - 1988年4月3日[注 15]
- ゆうゆ - 1989年10月1日 - 1990年12月23日
- 松居直美 - 1991年1月6日 - 1992年3月29日[注 16]
- 根本りつ子 - 1991年1月6日 - 不明[注 17]
- 斉藤慶子 - 不明 - 1992年3月29日

### アシスタント
- 麻生みどり（野村時代前期）
- 森由樹子（野村時代中期）
- 浅野まゆか（野村時代中期）
- 小松恵美子（野村時代後期）
- 西田久美子（山城時代）

### ナレーション
- 高井美紀（MBSアナウンサー・山城時代前期） - タイトルコール及びエンディングの視聴者プレゼント告知を担当。

## 番組タイトルコール
- 1985.10.13 ‐ 1990.12.23…「ロート製薬提供、クイズ!!ひらめきパスワード」（司会の野村啓司が担当）
- 1991.1.6 ‐ 1991.9.15…「ロート製薬提供、山城新伍のクイズ!!ひらめきパスワード」（高井美紀が担当・タイトルロゴは画面中央に立体的に飛んでいるような形で表示されていた）
- 1991.10.13 ‐ 1992.3.29…「山城新伍のクイズ!!ひらめきパスワード」（アシスタントの西田久美子が担当）

## エピソード
- 番組のセットには、当時まだ珍しかったLEDを使った電光掲示板を使用。これによりスムーズにヒントを表示することが可能となった。表示出来る文字数は最大9文字で、ブランチ番号は緑、ブランチワードはオレンジ色で表示された。赤は使用されていない。
- 番組放送開始当初よりしばらくは早押しや正解のチャイムに電子音[注 18]を使用していたが、芸能人対決に移行して数カ月で通常のチャイムに変更された。同時にその他の効果音も変更され、特に誤答と時間切れのブザーは『アップダウンクイズ』で使用されていたものに似た音となった。早押しボタンのチャイム音も男性チームと女性チームで音程が微妙に違っていた[注 19]。
- オープニングのチーム戦は解答者個人の4つの解答ランプ、1対1で行われる中央に置かれた早押し台の解答ランプは、早く押したチーム・解答者のランプが点滅、遅く押すと点灯していた。そのため、オープニングクイズで野村の判断ミスで、遅く押してランプが点灯している女性チームに解答権を与えて正解し、早く押していた男性チームの板東と紳助が猛抗議するが、女性チームのハンデとして正解扱いにされた事があった。
- 山城時代の前半戦では、ブランチの言葉を正解したチームがそのブランチから連想されるパスワードを全員で推理して答える時のシンキングタイムのBGMが流れたあと、ブッブッとブザーを短く鳴らして早く答えるよう催促し、それでも答えなければ、ブザーを長く鳴らして失格にしていた。
- TBS系移行後の 『アップダウンクイズ』[注 20]と同様、MBSの関西ローカルでのプロ野球中継の放送によるTBS及び番組ネット局向けへの裏送りは、日曜の阪神タイガース主催試合が朝日放送に優先権があることや、在阪パシフィック・リーグ球団（南海、近鉄、阪急→オリックス）主催試合のローカル放送をナイター枠で行わなかったことなどの事情もあり、編成上発生しなかった。また、中部日本放送や中国放送が地元球団のカード（中日ドラゴンズ、広島東洋カープ）を放送する際には、本番組を通常通り放送した後、19:30からの放送開始としていた。
- 当初はロート製薬一社提供だったため、スタジオにも「新V・ロート」・「パンシロン新胃腸薬」などの看板が表示されていた。1991年10月以降は複数社提供になったため表示なし。
- 野村時代では番組タイトルコール→司会者紹介（テロップなし、司会者席に「司会 野村啓司」と書かれていた）→（当初は「今晩は、司会の野村啓司です!!ひらめきは、明日へのパスワード!!さあ、今夜もあなたの鋭いひらめきでお楽しみいただきましょう!!」と言っていた）両チームの解答者紹介（テロップあり）と進み、その後、最初のクイズを出す。
- 野村時代では解答者席に椅子はなく全員立っていた。
- 山城時代では番組タイトルコール→司会者登場・紹介（テロップあり、セットのリニューアルにより山城登場後は「ブランチボード」が下降する）→両チームのゲスト紹介（テロップなし）と進み、その後、最初のクイズを出す。
- 野村時代では両チームの得点板はブランチボードに埋め込まれデザインも同一のものだったが、山城時代では分離され男性チームの得点の上下に青色のネオンが、女性チームでは赤色のネオンが光っていた。
- 山城時代では解答者は全員椅子に座っていた。後半戦では司会者席が登場しているが、ネームプレートはなく無地のものになっていた。
- この番組の前に放送される『JNN報道特集』（現:『報道特集』）終了後のジャンクション映像は、司会が山城に交代した後の数か月間も野村時代のセットを使用したもののままだった。

## スタッフ

### 野村時代
- 構成：金子俊彦、河村達樹、本田順一、宇野 宇
- 音楽：井上堯之
井上作曲のテーマ音楽はCD「ブロードキャスト・トラックス 毎日放送編」に収録されている。流れる部分は冒頭に「ひらめきボックス」の豪華賞品登場時の曲が入り、次に3フレーズ繰り返しで曲を流している。
- タイトル：五荘千尋
- ディレクター：豊田修二、三村景一
- プロデューサー：柳川正邦、豊田修二、浜本忠義
- 制作：柳川正邦
- 製作著作：毎日放送

### 山城時代
- 構成：金子俊彦、河村達樹、池田裕幾
- 音楽：井上堯之
- ディレクター：三村景一、西本武
- 演出：三村景一
- プロデューサー：豊田修二
- 制作：柳川正邦→渡辺一雄
- 製作著作：毎日放送

## ネット局
| 放送対象地域   | 放送局         | 系列    | 備考                                                    |
| -------------- | -------------- | ------- | ------------------------------------------------------- |
| 近畿広域圏     | 毎日放送       | TBS系列 | 製作局                                                  |
| 関東広域圏     | 東京放送       | TBS系列 | 現・TBSテレビ                                           |
| 北海道         | 北海道放送     | TBS系列 |                                                         |
| 青森県         | 青森テレビ     | TBS系列 |                                                         |
| 岩手県         | 岩手放送       | TBS系列 | 現・IBC岩手放送                                         |
| 宮城県         | 東北放送       | TBS系列 |                                                         |
| 山形県         | テレビユー山形 | TBS系列 | 1989年10月開局から                                      |
| 福島県         | テレビユー福島 | TBS系列 |                                                         |
| 山梨県         | テレビ山梨     | TBS系列 |                                                         |
| 長野県         | 信越放送       | TBS系列 |                                                         |
| 新潟県         | 新潟放送       | TBS系列 |                                                         |
| 静岡県         | 静岡放送       | TBS系列 |                                                         |
| 中京広域圏     | 中部日本放送   | TBS系列 | 現・CBCテレビ                                           |
| 富山県         | テレビユー富山 | TBS系列 | 現・チューリップテレビ 開局後の1990年10月14日放送分から |
| 石川県         | 北陸放送       | TBS系列 |                                                         |
| 岡山県・香川県 | 山陽放送       | TBS系列 | 現・RSK山陽放送                                         |
| 鳥取県・島根県 | 山陰放送       | TBS系列 |                                                         |
| 広島県         | 中国放送       | TBS系列 |                                                         |
| 山口県         | テレビ山口     | TBS系列 | 1987年9月まではフジテレビ系列とのクロスネット局         |
| 高知県         | テレビ高知     | TBS系列 |                                                         |
| 福岡県         | RKB毎日放送    | TBS系列 |                                                         |
| 長崎県         | 長崎放送       | TBS系列 |                                                         |
| 熊本県         | 熊本放送       | TBS系列 |                                                         |
| 大分県         | 大分放送       | TBS系列 |                                                         |
| 宮崎県         | 宮崎放送       | TBS系列 |                                                         |
| 鹿児島県       | 南日本放送     | TBS系列 |                                                         |
| 沖縄県         | 琉球放送       | TBS系列 |                                                         |